# Madelyn Cline

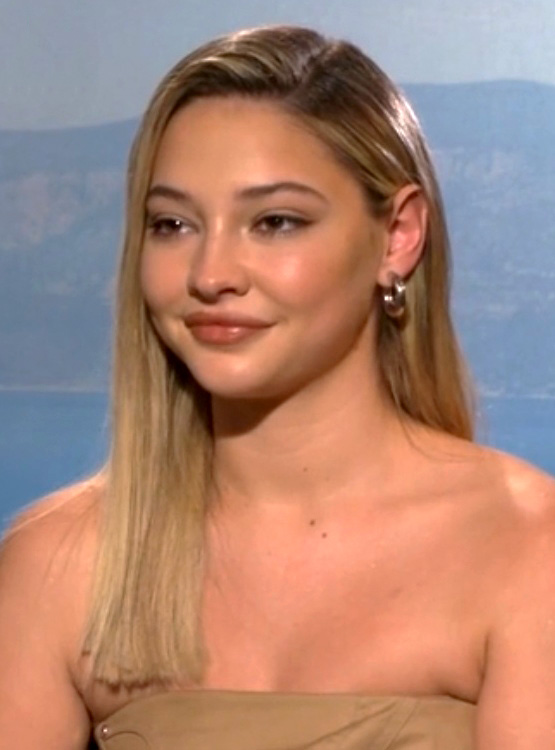
Madelyn Cline (2022)

Madelyn Cline (* 21. Dezember 1997 in Charleston, South Carolina) ist eine US-amerikanische Schauspielerin.

## Leben
Cline lebte mit ihrer Familie in South Carolina. Sie begann in jungen Jahren mit der Schauspielerei. Bis 2017 besuchte sie die Coastal Carolina University in Conway, verließ die Universität jedoch vorzeitig, um sich auf ihre Schauspielkarriere zu konzentrieren. Noch als Minderjährige zog sie nach Los Angeles, um bessere Chancen in der Schauspielwelt zu haben. Cline arbeitete für nationale und internationale Marken in Werbekampagnen wie T-Mobile oder Sunny D.
Später verkörperte Cline die Rolle der Jessica für drei Folgen in  The Originals. Anschließend spielte sie in zwei Folgen im Netflix Original Stranger Things (2. Staffel) die Rolle der Tina.
Große Aufmerksamkeit erreichte sie 2018 mit der Rolle der Chloe im Filmdrama Der verlorene Sohn, unter anderem mit Nicole Kidman und Russell Crowe. Seit dem Jahr 2020 ist sie in der Hauptrolle der Sarah Cameron in der Netflix-Serie Outer Banks zu sehen.
Cline war von April 2020 bis November 2021 mit ihrem Outer-Banks-Schauspielkollegen Chase Stokes liiert. Im Musikvideo von Kygos Lied „Hot Stuff“ (2020) treten beide als Hauptfiguren auf.

## Trivia
Als Jugendliche litt die Schauspielerin unter einer Essstörung, diese thematisiert sie mittlerweile öffentlich. Zudem beschäftigt sich Cline öffentlich gemeinsam mit ihrem Ex-Partner Stokes mit der Thematik Psychische Gesundheit.

## Filmografie (Auswahl)

### Serien
- 2016–2017: Vice Principals (3 Episoden)
- 2017: The Originals (3 Episoden)
- 2017: Stranger Things (2 Episoden)
- 2020: Day by Day (Episode 1x13)
- seit 2020: Outer Banks

### Filme
- 2011: 23rd Psalm – Redemption
- 2016: Savannah Sunrise (Fernsehfilm)
- 2016: The Jury (Fernsehfilm)
- 2018: Der verlorene Sohn (Boy Erased)
- 2019: The Giant
- 2020: What Breaks the Ice
- 2021: This Is the Night
- 2022: Glass Onion: A Knives Out Mystery
- 2025: Ich weiß, was du letzten Sommer getan hast (I Know What You Did Last Summer)
- 2025: Liebe findet uns (The Map That Leads to You)